# شهرستان فیلیپس (مونتانا)
شهرستان فیلیپس، مونتانا (به انگلیسی: Phillips County, Montana) یک سکونتگاه مسکونی در ایالات متحده آمریکا است که در ایالت مونتانا واقع شده‌است.

## خصوصیات
شهرستان فیلیپس ۱۳٬۴۹۹٫۰۹ کیلومترمربع مساحت دارد.